# Luka Kaliterna
Luka Kaliterna (Spalato, 13 ottobre 1893 – Spalato, 25 febbraio 1984) è stato un allenatore di calcio e calciatore croato, di ruolo portiere.

## Biografia
Fratello di Fabjan, Luka Kaliterna era conosciuto con il soprannome "Barba Luka". Nel 2019 l'Accademia giovanile dell'Hajduk Spalato  fu ribattezzata Akademija HNK Hajduk "Luka Kaliterna" in suo onore.

## Carriera
Il suo esordio risale al 28 marzo 1920. Ha disputato 160 partite da portiere con l'Hajduk Spalato di cui 10 presenze le ha ottenute in partite ufficiali. È stato uno dei primi nonché più importanti allenatori del portiere Vladimir Beara.

## Palmarès

### Allenatore

#### Competizioni nazionali
- Campionato jugoslavo: 3

Hajduk Split: 1927, 1929, 1950